# كأس الجبل الأسود 2008–09
كأس الجبل الأسود 2008–09 هو الموسم 3 من كأس الجبل الأسود. أقيم خلال الفترة 17 سبتمبر 2008 وحتى 13 مايو 2009، وأشرف على تنظيمه اتحاد الجبل الأسود لكرة القدم، وكان عدد الأندية المشاركة فيه 30، وفاز فيه OFK Petrovac ‏.